# Gyroscope (gruppo musicale)
I Gyroscope sono un gruppo Alternative rock australiano formatosi a Perth nel 1997.

La band è formata dal cantante e chitarrista Daniel Sanders, dal chitarrista e seconda voce Zoran Trivic, dal bassista e terza voce Brad Campbell e dal batterista Rob Nassif.

I Gyroscope hanno inciso quattro album in tredici anni di attività, tutti prodotti con la loro formazione originale.

## Formazione

### Gruppo
- Daniel Sanders - chitarra e voce
- Zoran Trivic - chitarra e seconda voce
- Brad Campbell - basso e terza voce
- Rob Nassif - batteria

### Altri componenti
- Kim Pengilly - basso (Primi anni)

## Discografia

### Album studio
- 2004 - Sound Shattering Sound - (Festival Mushroom Records)
- 2005 - Are You Involved? - (Festival Mushroom Records)
- 2008 - Breed Obsession - (Warner Musica Australasia)
- 2010 - Cohesion - (Island Records Australia)

### EP
- 2000 - Scalectrix - (Indipendente)
- 2000 - Means to an End - (Inedito)
- 2002 - Take Time - Redline Records
- 2003 - Midnight Express - (Festival Mushroom Records)
- 2003 - Driving for the Storm / Doctor Doctor - (Festival Mushroom Records)